# Susan Mosher
Susan Mosher is een Amerikaanse televisie- en theateractrice en scenarioschrijfster.

## Biografie
Mosher begon in 1994 met acteren in de film It's Pat. Hierna heeft zij nog enkele rollen meer gespeeld in televisieseries en films, zoals If These Walls Could Talk 2 (2000), The Wedding Planner (2001) en The L Word (2006).
Mosher staat ook regelmatig in het theater, zij heeft vele optredens gedaan in de musical Hairspray en in 2009 speelde zij in de musical Back to Bacharach and David in Los Angeles. Zij is ook actief als scenarioschrijfster, in 2001 heeft zij de film Ca$hino geschreven.

## Filmografie[2]

### Films
- 2012 BearCity 2: The Proposal - als Rachel
- 2003 View from the Top – als senior stewardess
- 2001 Ca$hino – als Pepper Cole
- 2001 The Wedding Planner – als Frieda
- 2000 Lost Souls – als receptioniste
- 2000 If These Walls Could Talk 2 – als verpleegster June
- 1998 Inconceivable – als Lois
- 1994 It's Pat – als gaste op verlovingsfeest

### Televisieseries
Uitgezonderd eenmalige gastrollen.
- 2006 The L Word – als Ruth – 2 afl.